# 赤城神社 (川越市山田)
赤城神社（あかぎじんじゃ）は、埼玉県川越市の神社。

## 歴史
創建年代は不明である。ただ当社が所蔵している厨子には「文禄二癸巳年（1593年）」と記されていることから、その頃までには既に存在していたものと推測される。
1872年（明治5年）、近代社格制度に基づく「村社」に列せられた。そして「山王社」から「日吉神社」に改称した。1900年（明治33年）、これまで当社は旧別当寺だった「教学院」跡地に住んだ岩田家の邸宅内に位置していたが、村社が個人宅にあるのは不適当ということから、現在地に移転した。
1909年（明治42年）の神社合祀により周辺の6社が合祀され、その中の福田にあった村社「赤城神社」の社殿を移築し、社名も「赤城神社」に改称した。
1958年（昭和33年）、合祀された6社のうち4社は、旧社の氏子の要望によって復祀されることになった。社名の由来となった福田の福田赤城神社も復祀された。それに伴い、当社も旧称の「日吉神社」に戻す意見もあったが、復祀しなかった残りの2社が「八幡神社」であること、もとの日吉社が当社の摂末社として別に祀られていることから、「八幡神社」に改称し、鳥居の額も「八幡神社」とした。しかし登記上は「赤城神社」のままとなっている。

## 交通アクセス
- 路線バス浄国寺停留所より徒歩3分。